# Кнут, Довид
До́вид Кнут (настоящие имя и фамилия: Ду́вид Ме́ерович (впоследствии Дави́д Миро́нович) Фи́ксман; согласно воспоминаниям Н. Н. Берберовой,
Кнут — девичья фамилия матери; 10 (23) сентября 1900, Оргеев, Кишинёвский уезд, Бессарабская губерния — 15 февраля 1955, Тель-Авив, Израиль) — русский поэт, участник французского Сопротивления. Один из организаторов и первый командир подпольной антифашистской партизанской группы Еврейская армия.

## Биография
Родился в бессарабском уездном городке Оргеев, расположенном в 41 версте от Кишинёва на реке Реут (в настоящее время райцентр Оргеевского района Молдовы), был старшим сыном в многодетной семье летичевского мещанина, бакалейщика Меера Дувидовича Фиксмана (ум. 1932) и его жены Хаи (ум. 1930). Детские годы провёл в Кишинёве (впоследствии подробно описаны в цикле «Кишинёвские рассказы»), куда родители Довида Кнута переселились не позднее начала 1903 года. Учился в хедере и казённом еврейском училище.
В 1920 году, когда Бессарабия уже стала румынской провинцией, семья Фиксманов перебралась в Париж, где будущий поэт поначалу служил на сахаро-развесочной фабрике чернорабочим, занимался раскраской материй и развозкой товаров на велосипеде, обучался французскому языку в вечерней школе Альянс Франсез и в конце концов открыл собственную кофейню в Латинском квартале, где прислуживала вся семья (вместе с Фиксманами уехал в Париж и художник Аркадий Лошаков, детский друг Кнута). Впоследствии учился на химическом факультете Университета Кан в Нормандии и работал инженером.
Писать стихи начал ещё в Кишинёве: первая публикация — в кишинёвской газете «Бессарабский вестник» в 1914 году, затем публикации в газетах «Курьер», «Бессарабия», «Свободная мысль» и в журнале «Молодая мысль» (c 1918 года), который он одно время редактировал. В начале 1920-х годов в Париже принимал участие в работе литературно-художественного кружка «Гатарапак» (в 1921 году — вице-председатель) и передвижного театра Куклимати, входил в состав группы «Через» (1922—1923). В июле 1922 года вместе с Борисом Божневым организовал «Выставку 13-ти» (в которой помимо организаторов приняли участие поэты Александр Гингер, Георгий Евангулов, Владимир Познер, Анатолий Юлиус, Валентин Парнах, Марк Талов, а также художники Виктор Барт, Лазарь Воловик, Пинхус Кремень, Константин Терешкович; вступительное слово произнёс Сергей Ромов), в 1925 году присоединился к «Союзу молодых поэтов и писателей», в 1925—1927 годах редактировал журнал «Новый дом», входил в объединения «Зелёная лампа» (дома у Зинаиды Гиппиус и Дмитрия Мережковского, 1927) и «Перекрёсток» (1930). Два стихотворения Кнута («В поле» и «Джок») были в 1924 году напечатаны в СССР («Недра», Москва, Книга 4, стр. 262—263) — это первая публикация под псевдонимом «Довид Кнут». 
Первые литературные опыты Д. М. Фиксмана в эмиграции были одобрены Владиславом Ходасевичем и в 1925 году там же, в Париже, вышел первый поэтический сборник Довида Кнута «Моих тысячелетий». За ним последовали сборники стихотворений и рассказов «Вторая книга стихов» (1928), «Сатир» (1929), «Парижские ночи» (1932), «Насущная любовь» (1938), — все изданные в Париже. В 1934 году Кнут развёлся со своей женой Сарой (Софией) Гробойс, с которой он был знаком ещё по Кишинёву и имел общего сына Даниэля.
Последнюю подборку стихотворений из цикла «Прародина» о своей поездке в Палестину на борту парусника Еврейской морской лиги «Сарра Алеф» (капитан Иеремиягу Гальперн, 1937) опубликовал в 1939 году, часть из этих стихов были переведены на иврит Авраамом Шлёнским (Кнут и Скрябина посетили подмандатную Палестину в августе—декабре 1937 года; первый перевод на иврит, выполненный Авраамом Шлёнским, датируется этим же годом и был опубликован в газете Гаарец). 

В 1938 году опубликовал путевые заметки «Альбом путешественника» об этой поездке. В том же году начал редактировать издаваемый им с Ариадной Скрябиной и Евой Киршнер еврейский журнал на французском языке «L’Affirmation» (1938—1939). Публиковался в журналах «Воля России» (Прага), «Числа» (Париж), «Современные записки» (Париж), «Русские записки» (Харбин), газетах «Последние новости» и «Дни» (обе — Париж). В 1939 году Кнут вместе со Скрябиной посетил 21-й Сионистский конгресс в Женеве. На протяжении 1930-х годов был дружен с поэтами Юлианом Тувимом и Леоном Гомолицким.

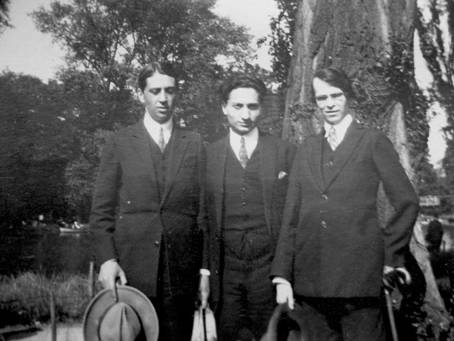
Георгий Иванов, Довид Кнут и Владислав Ходасевич. Париж, середина 1930-х годов.

Довид Кнут и Ариадна Скрябина встречались с конца 1934 года и в следующем году уже жили вместе, но официально оформили брак лишь 30 марта 1940 года — после того, как Ариадне удалось наконец получить развод от её второго мужа, окситанского филолога и литератора Рене Межана, с которым Довид Кнут был дружен и до и после его развода с Ариадной. В мае она прошла гиюр и сменила имя на Сара Фиксман (в документах фр. Arianne Fixman).  
В 1940 году Довид Кнут был мобилизован в армию, а после оккупации Парижа нацистами вместе со своей второй женой Ариадной (1905—1944) — дочерью композитора A. H. Скрябина, и тремя её детьми от предыдущих браков бежал в Тулузу на свободном от оккупации юге Франции, где с Авраамом Полонским и Ароном Люблиным стал организатором Еврейской армии (Armee Juive — подпольной еврейской партизанской организации). 
В Тулузе они вместе стали активными участниками Французского Сопротивления, занимались переправкой оружия в оккупированную зону. В 1942 году вышла французская брошюра Довида Кнута о вооружённом сопротивлении нацистам «Que faire?» (Что делать?). 26 мая 1943 года родился их общий с Ариадной сын Йосл (Йоси). 
Кода стало опасно оставаться в Тулузе, Кнут с сыном в конце 1942 года были переправлены в Женеву, где находились до окончания военных действий. Оставшаяся же во Франции Ариадна была выслежена вишистской полицией в Тулузе в ходе миссии по переправке беженцев в Швейцарию и 22 июня 1944 года погибла в перестрелке при попытке задержания. 
Осенью 1944 года Довид Кнут вернулся с детьми в Париж, но, словно бы следуя словам Адорно о невозможности стихотворчества после Освенцима, не нашёл в себе больше душевных сил слагать стихи. В 1946 году он стал редактором журнала «Le Monde Juif» (Еврейский мир), впоследствии «Buletin du Centre de Documentation Juive Contemporaine», в 1947 году выпустил в своём переводе на французский язык пьесу Макса Цвейга «Тель-Хай», опубликовал книгу о еврейском сопротивлении нацизму во Франции «Contributions a l’histoire de la resistance juive en France» (в частности, о подпольной деятельности его жены Ариадны и её кличке «Регина» известно именно из этой книги). В том же году женился на актрисе Виргинии Шаровской (в замужестве Лее Фиксман). 
В 1949 году Кнут выпустил большой том избранных стихотворений и в том же году вместе с женой и всеми детьми покинул Францию (26 сентября) и переехал в Израиль. Жил в Тель-Авиве, киббуце Афиким (1949—1950), учил иврит в ульпане в Кирьят-Моцкин. С конца 1950 года вновь жил в Тель-Авиве, где спустя пять лет умер от злокачественного новообразования мозга.
Стихотворение Довида Кнута «Кишинёвские похороны» (изначально — «Я помню тусклый кишинёвский вечер») вошло в большинство антологий зарубежной русской поэзии.

Кнут считал себя еврейским поэтом и обращался в своём творчестве к тысячелетним историческим и духовным традициям еврейского народа. Его поэзия направлена на поиски непреходящего, подлинного, существенного, скрытого в течение земной жизни. Она религиозна, часто молитвенна. <…> Он обладает верным пониманием смерти и просветления. Его стихи музыкальны, он любит ритмические повторы в зачинах строк (анафора), чуток к слову, стремится к экономии выразительных средств и насыщенности стиха, редко бывает повествователен…
— Вольфганг Казак
Жизнеописанию поэта посвящён роман Светланы Бломберг «Насущная любовь Довида Кнута» (2004).

## Семья
Дед — Дувид Нухимович Фиксман (1848 — не позднее 1900), родился и жил в Летичеве. Его дети, помимо Оргеева (сын Меер), поселились в Кишинёве (сын Яков, дочь Махля) и Одессе (сын Йось).
Двоюродный брат — поэт Давид Ветров (Фиксман, 1913—1952), с которым Кнут состоял в переписке.
Был трижды женат:
- Первая жена (начало 1920-х — 1934) — Софья Мироновна (Сура Мееровна) Фиксман (в девичестве Грабойс; 11 января 1901—1948), уроженка Кишинёва, ей посвящён поэтический сборник Кнута «Парижские ночи» (1932). Сын Даниэль.
- Вторая жена (фактически с 1934, регистрация 30 марта 1940) — Ариадна Александровна Скрябина (урождённая Шлёцер, в браке Сарра Фиксман; 1905—1944), поэтесса, участница движения Сопротивления; дочь композитора А. Н. Скрябина и Т. Ф. Шлёцер. Сын Иосиф (1943); Кнут усыновил её сына Эли (1935) до его рождения, в Израиль же уехал со всеми детьми, включая её дочерей от первого брака — Татьяну (Мириам, 1925) и Жильбер-Элизабет (1926).
- Третья жена (с 1947) — Виргиния Шаровская (в замужестве Лея Фиксман), актриса.

## Книги Довида Кнута
- Моих тысячелетий. Птицелов: Париж, 1925.
- Вторая книга стихов. D. Knout — Тип. «Наварр»: Париж, 1928 (текст).
- Сатир. Монастырь муз: Париж, 1929.
- Парижские ночи: Стихи. Родник: Париж, 1932.
- Насущная любовь. Дом книги: Париж, 1938.
- Que faire? Тулуз, 1942.
- Contributions a l’histoire de la resistance juive en France, 1940—1944 (вклад в историю еврейского Сопротивления во Франции). Editiones du Centre de Documentation Juive Contemporaine: Париж, 1947.
- Избранные стихи. Четыре оригинальные литографии Якова Шапиро. Тип. «Moderne de la Presse»: Париж, 1949.
- Собрание сочинений в 2-х томах, составление и редакция Владимира Хазана. Еврейский университет: Иерусалим, 1997 и 1998.

## Увековечение памяти

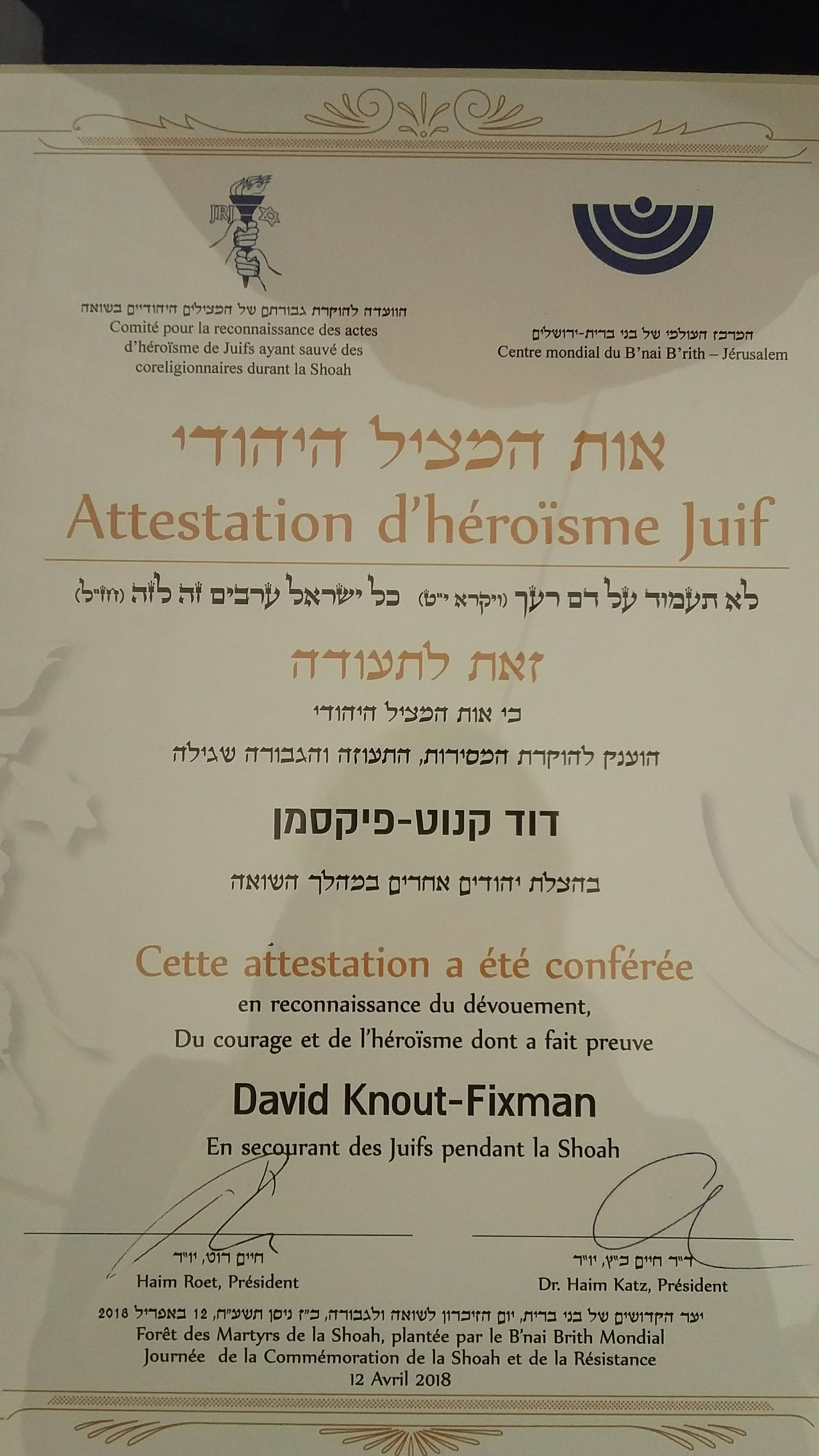
Удостоверение героя еврейского сопротивления, вручённое потомкам Кнута 12 апреля 2018 года

12.04.2018, в День Катастрофы, на церемонии в лесу Мучеников Довид Кнут посмертно получил от организации Бней-Брит удостоверение героя еврейского сопротивления. Удостоверение было вручено его потомкам.
В январе 2023 года его стихотворение «Я не умру» вошло в музыкальный альбом «После России», посвященный поэтам «незамеченного поколения» первой волны российской эмиграции, в исполнении группы Порнофильмы.